# ОШ „Димитрије Туцовић” Чајетина
ОШ „Димитрије Туцовић” Чајетина је матична школа за школе у Голову, Јабланици и Златибору, основана 1887. године. 

## Историја школе
Иницијатива за отварање школе у Чајетини јавила се осамдесетих година 19. века, да би почетком 1886. године почела њена реализација. Председник чајетинске општине Петар С. Мићић и многи одборници упутили су 27. фебруара 1886. године, захтев Министарству просвете преко окружног начелника у Ужицу, изражавајући жељу својих мештана да, на општинском плацу, саграде основну школу са четири разреда. Већ 15. маја министар просвете извештава начелство округа ужичког да одобрава подизање школе. Добивши ово одобрење, Чајетинци су почели убрзане припреме за подизање школске зграде, али тада су се јавили проблеми. Пошто је, у то време, подизање основних школа падало искључиво на терет општинских буџета, а како је општински буџет био потпуно исцрпљен, схваћена је илузорност читаве ове идеје. Стога је председник општине Петар С. Мићић са одборницима обавештава министра просвете, да је општина потрошила сав новац на изградњу нове општинске суднице, која је баш тих дана била завршена и моле га за дозволу да се од 1. септембра отвори привремена школа у Чајетини, у новосазиданој општинској судници, а општина би за две године дошла до новца за изградњу школске зграде, јер не би плаћала прирез школи у Мачкату, који је плаћао сваки становник по два динара годишње. Министарство је одобрило овај захтев. Први учитељ у овој школи био је Михаило Јанковић, практикант суда округа ћупријског, и имао је 45 ученика у сва четири разреда. 
Чајетина је, тек 1910. године, коначно добила прву, наменски грађену, школску зграду, која је грађена од 1905. до 1910. године. Подигнута је на државном плацу, пројекат је урадио окружни инжењер, а извођач радова био је Милорад Т. Мићић, предузимач из Ужица. Данас се у овој згради налази библиотека „Љубиша Р. Ђенић”. Током ратова чајетинска школа је радила са мањим прекидима и претрпела је оштећења, тако да после Другог светског рата није имала намештај и учила.
Године 1945. почињу реформе школства у Србији, због тога је у Чајетини 1946. године отворена трогодишња државна прогимназија, привремено смештена у згради предратне Домаћичке школе. Коначно, у пролеће 1948. године завршена је изградња нове зграде, у којој су биле смештене и основна школа и нижа гимназија. У тој се згради и данас налази основна школа „Димитрије Туцовић”. Наставком реформи долази до спајања основне школе и ниже гимназије у јединствену осмогодишњу школу. Од септембра 1953. године и школа у Чајетини прераста у осморазредну. 

## Школска зграда
Грађевина веома складних димензија, састављена од приземља и поткровља, имала је три учионице, канцеларију за учитеља, стан за учитеља и просторију за послужитеља. Данашња зграда је састављена из два крила, вишег, двоспратног са улазним наткривеним тремом и нижег приземног. Око грађевине је постављена сокла од лепог, притесаног камена. Покривена је црепом.